# Vrh vodorovný
Vrh vodorovný je pohyb tělesa v tíhovém poli, při kterém počáteční rychlost tělesa má směr kolmý ke směru tíhového zrychlení.
Vodorovný vrh je složený – pohyb vrženého tělesa vodorovným směrem a volný pád tělesa. Vodorovný vrh je speciálním případem šikmého vrhu.
Pokud vrh probíhá ve vakuu a uvažujeme-li pouze homogenní tíhové pole (např. reálný případ vrhů relativně malou rychlostí v malých výškách nad povrchem astronomických těles bez atmosféry), je trajektorií část paraboly s vrcholem v místě hodu.

## Fyzikální vztahy

Vodorovný vrh

Souřadnice bodu B, ve kterém se těleso ocitne za dobu t
{\displaystyle x=v_{0}t}
{\displaystyle y=h-{\frac {1}{2}}gt^{2}}
Délka vrhu
{\displaystyle d=v_{0}{\sqrt {\frac {2h}{g}}}},
Rychlost v okamžiku dopadu
{\displaystyle v={\sqrt {2gh+v_{0}^{2}}}} ,
Čas letu
{\displaystyle t={\sqrt {\frac {2h}{g}}}},
kde je {\displaystyle v_{0}} počáteční rychlost, {\displaystyle t} čas, {\displaystyle h} výška vrhu a {\displaystyle g} tíhové zrychlení.